# Grover Stewart
Grover Stewart (Camilla, 20 ottobre 1993) è un giocatore di football americano statunitense che milita nel ruolo di nose tackle per gli Indianapolis Colts della National Football League  (NFL). Fu scelto nel corso del 4º giro (144º assoluto) del Draft NFL 2017 dai Colts. Al college ha giocato a football per Albany State.

## Carriera universitaria
Stewart frequentò la Albany State University dal 2013 al 2016 e giocò per gli Albany State Golden Rams. Al termine della stagione 2013, come freshman, fu nominato nella prima formazione ideale All-SIAC. In quattro stagioni ad Albany State, Stewart totalizzò 141 tackle e 27,0 sack.

## Carriera professionistica

### Indianapolis Colts
Stewart fu scelto nel corso del quarto giro (144º assoluto) nel Draft NFL 2017 dagli Indianapolis Colts. Debuttò come professionista subentrando nella gara del secondo turno contro gli Arizona Cardinals senza fare registrare alcuna statistica. Il primo placcaggio lo mise a segno due settimane dopo nella sconfitta contro i Seattle Seahawks. Terminò la stagione 2017 con 15 presenze e 23 placcaggi totali. Nella stagione 2018 disputò 15 partite (di cui una da titolare), mettendo a segno 17 placcaggi totali (8 solitari e 9 assistiti). Disputò la sua prima partita dei play-off nel Wild Card Game contro gli Houston Texans, mettendo a segno un placcaggio assistito e 0,5 sack.